# Gran Premio Miguel Induráin 2013
EL XIV Gran Premio Miguel Induráin (XLIVI Trofeo Comunidad Foral de Navarra y IX Trofeo Ayuntamiento de Estella-Lizarra) fue una carrera ciclista que se disputó el sábado 30 de marzo de 2013, sobre un trazado de 181,3 kilómetros, prácticamente el mismo recorrido de la pasada edición.
La prueba perteneció al UCI Europe Tour 2012-2013 de los Circuitos Continentales UCI, dentro de la categoría 1.1 (bajando una categoría respecto a la que tuvo desde el 2007 hasta la pasada edición del 2012).
Participaron 14 equipos. Los 2 equipos españoles de categoría UCI ProTeam (Movistar Team y Euskaltel Euskadi); el único de categoría Profesional Continental (Caja Rural-Seguros RGA); y los 2 de categoría Continental (Euskadi y Burgos BH-Castilla y León). En cuanto a representación extranjera, estuvieron 9 equipos: los ProTeam del Katusha, Garmin Sharp, Cannondale Pro Cycling y Team Saxo-Tinkoff; el Profesional Continental colombiano del Colombia; los Continentales del Optum presented by Kelly Benefit Strategies, Lokosphinx y 472-Colombia; y la Selección de Argentina. Formando así un pelotón de 127 ciclistas, con entre 8 y 10 corredores cada equipo, de los que acabaron 62.
El ganador final fue Simon Špilak (quien también se hizo con la clasificación de la montaña) tras estar escapado durante 150 kilómetros -40 de ellos en solitario-. Completaron el podio Igor Antón y Peter Stetina, respectivamente, tras escaparse ambos de un reducido pelotón en los últimos kilómetros.
En las otras clasificaciones secundarias se, Wilson Marentes (metas volantes), Jesse Anthony (sprints especiales), Katusha (equipos) y Mikel Nieve (regionales).

## Clasificación final
| \| Posición \| Ciclista \| Equipo \| Tiempo \| \| -------- \| ------------------ \| ---------------------- \| --------------- \| \| 1. \| Simon Špilak \| Katusha \| 4 h 50 min 46 s \| \| 2. \| Igor Antón \| Euskaltel Euskadi \| a 1 min 32 s \| \| 3. \| Peter Stetina \| Garmin Sharp \| a 1 min 34 s \| \| 4. \| Alejandro Valverde \| Movistar \| a 1 min 49 s \| \| 5. \| Giampaolo Caruso \| Katusha \| m.t. \| \| 6. \| Roman Kreuziger \| Saxo-Tinkoff \| a 1 min 54 s \| \| 7. \| Danail Petrov \| Caja Rural-Seguros RGA \| m.t. \| \| 8. \| Alberto Losada \| Katusha \| m.t. \| \| 9. \| Daniele Ratto \| Cannondale \| a 1 min 57 s \| \| 10. \| Ángel Vicioso \| Katusha \| m.t. \| |                    |                        |                 |
| Posición | Ciclista           | Equipo                 | Tiempo          |
| 1. | Simon Špilak       | Katusha                | 4 h 50 min 46 s |
| 2. | Igor Antón         | Euskaltel Euskadi      | a 1 min 32 s    |
| 3. | Peter Stetina      | Garmin Sharp           | a 1 min 34 s    |
| 4. | Alejandro Valverde | Movistar               | a 1 min 49 s    |
| 5. | Giampaolo Caruso   | Katusha                | m.t.            |
| 6. | Roman Kreuziger    | Saxo-Tinkoff           | a 1 min 54 s    |
| 7. | Danail Petrov      | Caja Rural-Seguros RGA | m.t.            |
| 8. | Alberto Losada     | Katusha                | m.t.            |
| 9. | Daniele Ratto      | Cannondale             | a 1 min 57 s    |
| 10. | Ángel Vicioso      | Katusha                | m.t.            |